# Judo Club Uster
Der Judo Club Uster ist ein Judo-Club im Kanton Zürich. Der Verein wurde 1964 gegründet und zählt mit seinen 400 Mitgliedern zu den grössten Judo-Vereinen in der Schweiz. Neben Judo bietet der Judo Club Uster auch Ju-Jitsu an. Der Judo Club Uster ist Mitglied im Zürcher Judo und Ju-Jitsu Verband, dem Schweizerischen Judo & Ju-Jitsu Verband und VERSA.

## Angebot

### Judo
Über 20 Trainer bieten Training für folgende Zielgruppen an:
- Judo für Kinder und Jugendliche ab 5 Jahre
- Judo als Breitensport für Erwachsene: Anfänger und Fortgeschrittene
- Judo für Jugendliche und Erwachsene mit einer geistigen Behinderung
- Judo als Wettkampfsport

### Ju-Jitsu
Im Ju-Jitsu bietet der Judo Club Uster Training für folgende Zielgruppen an:
- Ju-Jitsu als Breitensport für Erwachsene: Anfänger und Fortgeschrittene
- Ju-Jitsu Fighting: Anfänger und Fortgeschrittene

### Selbstverteidigung
- Selbstverteidigungs- und Selbstbehauptungskurse für Mädchen und Frauen in Zusammenarbeit mit PALLAS

## Dojo
Der Judo Club Uster verfügt über ein eigenes Dojo mit drei Tatami und einem Fitnessraum. Das Dojo des Judo Club Uster ist einer der Stützpunkte des Regionalen Leistungszentrums Zürich und die einzige Judo- und Ju-Jitsu-spezifische Sportanlage im kantonalen Sportanlagenkonzept des Kantons Zürich.

## Judo-Turniere
Der Judo Club Uster ist Ausrichter des Ustermer Judo-Turniers, eines der nationalen Judo-A-Turniere in der Schweiz. Es zieht jährlich über 500 Starter aus der Schweiz, Deutschland, Österreich und weiteren europäischen Ländern an.
Von 2014 bis 2019 war der Club Ausrichter eines Elite-Europacup-Turniers der Europäischen Judo Union (EJU), der Europacup Swiss Judo Open. Vom 9. bis 11. Dezember 2016 war er zudem Ausrichter der CISM Militär-Weltmeisterschaften im Judo.

## Erfolge

### Nationale Erfolge Team
- Damen-Team Schweizer Meister
  - 1. Platz: 2000, 2003, 2022[5]
  - 2. Platz: 2016, 2018, 2024[6]
  - 3. Platz: 2014, 2015, 2019, 2023
  - 5. Platz 2017
- Herren-Team Schweizer Meister
  - 1. Platz: 2022[5]
  - 2. Platz: 2016, 2017, 2019, 2024[6]
  - 3. Platz: 2018
  - 4. Platz: 2023
- Herren-Team Aufstieg
  - National Liga B: 2014
  - National Liga A: 2015

### International erfolgreiche Judoka

#### Olympische Spiele
- 1992 Teilnahme Olympische Spiele Barcelona Gisela Hämmerling
- 2021 Teilnahme Olympische Spiele Tokio Fabienne Kocher[7]
- 2021 Teilnahme Olympische Spiele Tokio Nils Stump[7]
- 2024 Teilnahme Olympische Spiele Paris Nils Stump[8]
- 2024 Qualifikation Olympische Spiele Paris Fabienne Kocher[9]

#### Weltmeisterschaften
- 1987 (AK) Platz 7 Kathrin Kraus
- 1989 (AK) Platz 7 Olivier Cantieni
- 2011 (U20) Bronzemedaille Fabienne Kocher
- 2011 (U20) Bronzemedaille Cheyenne Bienz
- 2013 (U21) Bronzemedaille Fabienne Kocher
- 2014 (AK) Platz 7 Fabienne Kocher
- 2021 (AK) Bronzemedaille Fabienne Kocher[10]
- 2023 (AK) Goldmedaille Nils Stump[11][12]
- 2024 (AK) Bronzemedaille Nils Stump[13]

#### Europameisterschaften
- 1988 (AK) Bronzemedaille Gisela Hämmerling
- 1989 (AK) Platz 9 Olivier Cantieni
- 2004 (AK) Platz 9 Thilo Pachmann
- 2010 (U20) Bronzemedaille Fabienne Kocher
- 2011 (U20) Vize-Europameisterin Kathrin Frey
- 2011 (U20) Bronzemedaille Fabienne Kocher
- 2013 (U21) Europameisterin Fabienne Kocher
- 2013 (U23) Bronzemedaille Fabienne Kocher
- 2016 (U21) Bronzemedaille Nils Stump[11]
- 2016 (U23) Bronzemedaille Nils Stump[11]
- 2020 (U23) Silbermedaille Lukas Wittwer[14]
- 2021 (AK) Bronzemedaille Nils Stump[11]

#### Grand Slam
- 2022 Grand Slam Abu Dhabi Gold Nils Stump[11]
- 2023 Grand Slam Tel Aviv Gold Nils Stump[11]
- 2024 Grand Slam Dushanbe Gold Fabienne Kocher[15]
- 2024 Grand Slam Dushanbe Gold Nils Stump[16]
- 2025 Grand Slam Astana Gold Nils Stump[17]

#### CISM Militärweltmeisterschaften
- 2021 Militärweltmeisterschaft in Paris Bronze Lukas Wittwer[18]
- 2023 Militärweltmeisterschaften in Santo Domingo Bronze Lukas Wittwer[19]
- 2024 Militärweltmeisterschaften in Tashkent Silber Lukas Wittwer[20]

#### Europäisches Olympisches Jugendfestival
- EYOF 2009 Bronzemedaille Fabienne Kocher[21]
- EYOF 2015 Bronzemedaille Lukas Wittwer[21]

## Hilfsprojekt Ukraine
Kurz nach dem Angriff Russlands auf die Ukraine organisierte der Judo Club Uster ein Hilfsprojekt zur Aufnahme von ukrainischen Judoka, welche aus der Ukraine flüchten mussten. Der Judo Club Uster organisierte sowohl Unterbringung als auch Verpflegung und erarbeitete ein Integrationskonzept für die Judoka.